# آوازان
آوازان (به ارمنی: Ավազան) یک شهر در ارمنستان است که در استان گغارکونیک واقع شده‌است.  در  کیلومتری شمال گاوار، مرکز استان گغارکونیک واقع شده است.

## خصوصیات
آوازان ۲۶۹ نفر جمعیت دارد و ۲٬۰۶۱ متر بالاتر از سطح دریا واقع شده‌است.  در  کیلومتری شمال گاوار، مرکز استان گغارکونیک واقع شده است.